# Алаурин ел Гранде
Алаурин ел Гранде (шп. Alhaurín el Grande) град је у Шпанији у аутономној заједници Андалузија у покрајини Малага. Према процени из 2017. у граду је живело 24 315 становника.

## Становништво
Према процени, у граду је 2017. живело 24 315 становника.
| 2017.  |
| ------ |
| 24.315 |